# Dům U Zlatých jablíček (Kadaň)

Dům U Zlatých jablíček (čp. 101) je původně středověký a později renesančně rekonstruovaný měšťanský dům na Starém Městě v Kadani. Nachází se ve Sládkově ulici (dříve Sladké).

## Dějiny domu a jeho majitelé
Dům čp. 101 v nynější Sládkově ulici (dříve též Sladká) vznikl jako středověký měšťanský dům. Roku 1542 byl rekonstruován a získal renesanční podobu. Na tuto rekonstrukci upomíná letopočet vytesaný do kamene v jedné z přízemních síní domu. Později prošel též úpravami barokními a klasicistními a díky své velikosti býval reprezentativní rezidencí řady vážených kadaňských měšťanů. 
Jedním z majitelů tohoto domu byl také Johann Schreiber (1878–1932), rodák z Karlových Varů a pojišťovací inspektor. Ten se roku 1902 oženil v kostele sv. Havla v Úhošťanech na Kadaňsku se svou snoubenkou Annou a později v domě společně vychovali svých šest dětí, tři dcery a tři syny. Ovdovělá Anna dům obývala ještě v roce 1944. 
Od konce 19. dům obýval také Alfred Guba, potomek jedné z tzv. starokadaňských měšťanských rodin. Od roku 1875 působil jako učitel a později ředitel dívčí měšťanské školy v Kadani. Byl též zvolen předsedou kadaňského Učitelského spolku a v roce 1905 stanul i v čele Spolku přátel Městského muzea v Kadani. Roku 1906 byl penzionován, přičemž mu byl tehdejším rakouským císařem Františkem Josefem I. propůjčen zlatý záslužný kříž. Dům dlouhá léta obýval také jeho syn Alfred Guba, praktikant berního úřadu. Svou živnost v prostorách domu provozoval v té době také krejčovský mistr Franz Gellert.
V roce 1945 byl dům rodině Schreiberových na základě Benešových dekretů zkonfiskován jako tzv. německých majetek.

## Domovní znamení

Domovní znamení domu čp. 101 ve Sládkově ulici vzniklo roku 2016. Jeho autorem je kadaňský výtvarník a sochař František Vlček. 
Na soklu nad vchodovými dveřmi je umístěna kameninová mísa, ve které jsou naskládána pozlacená jablka. Fasáda za nimi je ozdobena iluzorním průhledem, skrze který se nám odkrývá výhled do krajiny s jabloní. Této malbě dominuje zejména zelená a modrá barva. 

### Symbolika domovního znamení
Majitelé domu vysvětlují toto domovní znamení jako symbol hodnot souvisejících s životní zralostí a moudrostí. 
Plod jabloně, jablko, se jako symbol objevuje již v době antiky, kdy byl chápán především jako symbol plodnosti a nesmrtelnosti. V křesťanské ikonografii odkazuje na tzv. prvotní hřích, jehož se měli dopustit první lidé, Adam a Eva, když se v rajské zahradě nechali svést hadem, symbolizujícím ďábla, a pojedli ze stromu poznání. Právě jablko bylo plodem tohoto stromu, a právě jeho prostřednictvím měl být na lidstvo uvalen tzv. dědičný hřích. S jablkem, jako jedním ze svých atributů, bývá vyobrazována i Panna Maria, Matka Boží, neboť podle křesťanské víry skrze jejího Syna, Ježíše Krista, bylo lidstvo osvobozeno od tohoto hříchu a tím i od věčné smrti.
Zlaté jablko pak bývá jako symbol chápáno též jako zeměkoule a tím i vlády nad celým světem, jakožto tzv. říšské jablko bylo mimo jiné jednou z insignií císařů Svaté říše římské, jejíž privilegovanou část představovalo ve svých dějinách též Království české.

## Zajímavost
K domu U Zlatých jablíček (čp. 101) se váže i jedna z kadaňských pověstí.
Podle této pověsti dům kdysi obývala jakási bohatá a velice lakomá měšťanka, která usoužila svého vlastního muže a po jeho smrti si pořídila sedm koček, mezi kterými byl i kocour černý jako uhel. Kočičí miláčkové spolu s ní stolovali na stříbrných talířích a usínali na hedvábných postelích. Na stará kolena měšťanka odkázala v závěti všechen majetek svým kočkám. Měšťané se její prazvláštní poslední vůli tuze divili a mezi obyvatelstvem se dokonce šířili zvěsti, že to vlastně byla čarodějnice a měla spolky s ďáblem. Jakmile byly její tělesné ostatky pohřbeny v kryptě františkánského kláštera Čtrnácti sv. Pomocníků, začaly se dít v Kadani opravdu děsivé věci. Každou noc směřoval od jejího někdejšího domu na Starém Městě k františkánskému kostelu houf ohnivých koček, takže strach a hrůza naplňovali celé město. Městská rada a bratři františkáni přemítali o tom, jak zamezit onomu kočičímu řádění, přičemž nakonec nechali rakev s mrtvou měšťankou vynést z krypty a svrhnout z Klášterních skal do řeky Ohře. Tehdy pravidelné průvody ohnivých koček ustaly a noční klid byl v Kadani obnoven.